# Roy Mason
Pour les articles homonymes, voir Mason.
Roy Mason, baron Mason de Barnsley, (18 avril 1924-19 avril 2015), est un homme politique britannique travailliste qui est Secrétaire d'État à la Défense et Secrétaire d'État pour l'Irlande du Nord dans les années 1970. 

## Jeunesse
Il est né à Royston, West Riding of Yorkshire, le 18 avril 1924, et grandit à Carlton, Barnsley, également dans West Riding of Yorkshire. Mason descend dans les mines pour la première fois à l'âge de quatorze ans et il devient délégué du Syndicat national des mineurs (NUM) au début de la vingtaine. Âgé de 26 ans, il étudie à la London School of Economics en tant qu'étudiant adulte grâce à une bourse du Congrès des syndicats (TUC). Il reste dans l'industrie du charbon jusqu'à ce qu'il soit élu député de la circonscription de Barnsley lors d'une élection partielle en 1953. 

## Carrière
Mason est le porte-parole du Parti travailliste pour les affaires intérieures, la défense et la poste, de 1960 à 1964, Ministre d'État à la Chambre de commerce de 1964 à 1967, Ministre de la défense (équipement) de 1967 à 1968, Ministre de l'Énergie, de 1968 à 1969 et Président du Board of Trade de 1969 à 1970. Il revient au gouvernement après la victoire des travaillistes en 1974, comme Secrétaire d'État à la Défense de 1974 à 1976 et Secrétaire d'État pour l'Irlande du Nord, de 1976 à 1979. 

## Irlande du Nord
La nomination de Mason au ministère de l'Irlande du Nord est inattendu et semble indiquer une réponse plus dure du gouvernement britannique que celle de son prédécesseur, Merlyn Rees. À la fin de 1976, il déclare à la conférence du parti travailliste que "l'Ulster en a assez des initiatives, des livres blancs et de la législation temporaire, et doit maintenant être gouvernée fermement et équitablement". Il rejette les solutions militaires et politiques en faveur de "la justice pour tous; avec l'égalité devant la loi; et, surtout, avec le terrorisme républicain traité comme un problème de sécurité et rien d'autre". 
Alors que le Secrétaire d'État à la Défense Mason est responsable de l'introduction d'unités SAS dans le «pays des bandits» de South Armagh. À Stormont, Mason est responsable du rôle plus dur joué par les forces de sécurité et autorise une augmentation des tactiques secrètes de l'armée britannique avec le SAS autorisé à opérer dans toute l'Irlande du Nord. Le ministère de Mason en Irlande du Nord est marqué par une réduction de la violence; "en 1976, il y avait 297 décès en Irlande du Nord; au cours des trois années suivantes, les chiffres étaient de 111, 80, 120. En 1977, il s'oppose aux militants loyalistes qui tentent de répéter leur tactique de grève réussie du Conseil des travailleurs de l'Ulster de 1974. La même année, il tente à deux reprises d'obtenir un mouvement vers un règlement politique de la part des partis politiques locaux, mais les deux tentatives échouent. En mars 1979, l'INLA prévoit d'assassiner Mason mais ce plan échoue. 
La politique de Mason en Irlande du Nord suscite la colère des députés nationalistes irlandais. Cela joue un rôle dans le vote de défiance de mars 1979, que le gouvernement travailliste perd par une voix, précipitant les élections générales de 1979. Le député nationaliste Gerry Fitt s'est abstenu lors du vote de défiance, déclarant qu'il ne pouvait pas soutenir un gouvernement avec Mason comme secrétaire de l'Irlande du Nord. 
Après la défaite électorale du Labour en 1979, Mason subit des pressions croissantes de la part de certains de la gauche de son parti de circonscription et d'Arthur Scargill mais refuse de rejoindre le Parti social-démocrate. Mason reçoit une protection policière complète, plus de 30 ans après avoir quitté ses fonctions. En 1982, le secrétaire à l'Énergie de l'époque, Nigel Lawson suggère à Margaret Thatcher de faire de Mason le prochain président du Coal Board, mais elle refuse, disant que Mason n'est «pas l'un des notres». Au lieu de cela, Ian MacGregor est nommé. 

## Fin de carrière
Après sa retraite de la Chambre des communes aux élections générales de 1987, il est créé pair à vie le 20 octobre 1987 en prenant le titre de baron Mason de Barnsley, de Barnsley dans le Yorkshire du Sud. Mason vit dans la même maison jumelée avec sa femme Marjorie depuis leur mariage jusqu'à l'âge de 84 ans. 
Il est décédé au Highgrove Nursing Home, Stanley Road, Barnsley, d'une Maladie neurovasculaire, un jour après son 91e anniversaire, le 19 avril 2015. 